# Milena Gregorčič
Milena Gregočič, slovenska slikarka, * 14. april 1952, Ljubljana

## Življenje in delo
Magistrica umetnosti Milena Gregorčič, akademska slikarka se je rodila leta 1952 v Ljubljani. Obiskovala je ljubljansko Šolo za oblikovanje, kjer je maturirala na oddelku za grafiko. Študij je nadaljevala na Akademiji za likovno umetnost v Ljubljani na oddelku za slikarstvo, kjer je leta 1976 diplomirala.
Podiplomski študij je nadaljevala na Akademiji za likovno umetnost v Ljubljani na specialki za grafiko, kjer je magistrirala leta 1978 pri prof. Marjanu Pogačniku in Zvestu Apolloniu.
Svoja dela je predstavila na številnih samostojnih in skupinskih razstavah doma in v tujini. Na mednarodnih bienalih grafike v Ljubljani, Brnu, Krakowu, Bitoli, Novem Sadu, Pančevu, Bradfordu, Maastrichtu, Varni, Pragi, Vilnius v Litvi, Gizi v Egiptu, Cadaquésu v Španiji. Na bienalih risbe v Wroclawu, Seoulu v Koreji, Nürnbergu. Na bienalih akvarela v Karlovcu, Zadru, Kragujevcu, Beogradu, Ajdovščini in drugih razstavah v Parizu, New Yorku, Kyotu itn. Za svoje delo je prejela domače in mednarodne nagrade in priznanja. 
Med drugim leta 1981 Plaketo Mesta Ljubljane za oblikovanje celostne grafične podobe ob 60-letnici železničarske stavke, 1983 prvo nagrado za akvarel na 5. septembrskem likovnem Salonu mladih v Nikšiču, 2019 je prejela Nagrado Majskega salona. Predlagana je bila za nagrado Prešernovega sklada in Jakopičevo nagrado. Za Pošto Slovenije je izdelala 29 slovenskih poštnih znamk. 
Od leta 1976 je članica Društva likovnih umetnikov Ljubljana v Zvezi društev Slovenskih likovnih umetnikov. Živi in ustvarja v Ljubljani.
- Milena Gregorčič - Linije in transparence
- Milena Gregorčič, Kostanjevica na Krki, 2014.